# Penstemon roezlii
Penstemon roezlii är en grobladsväxtart som beskrevs av Eduard August von Regel. Penstemon roezlii ingår i släktet penstemoner, och familjen grobladsväxter. Inga underarter finns listade i Catalogue of Life.

## Bildgalleri

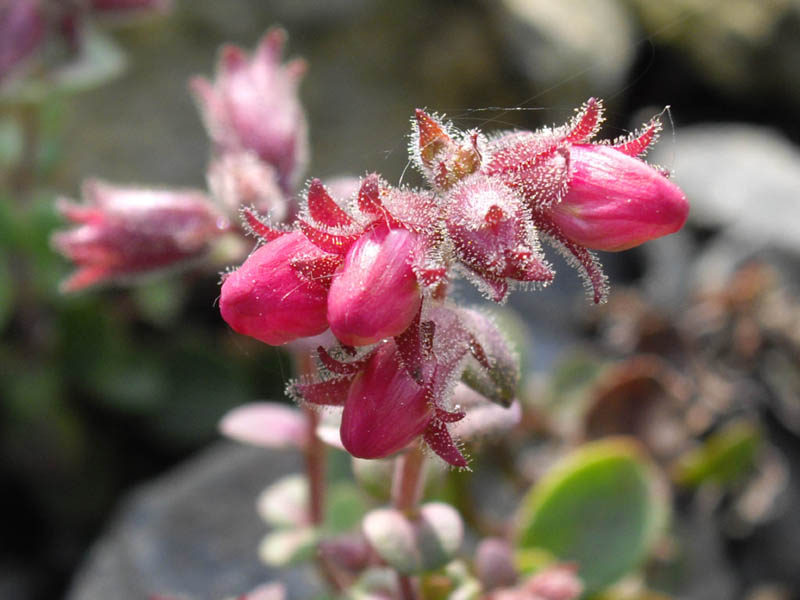
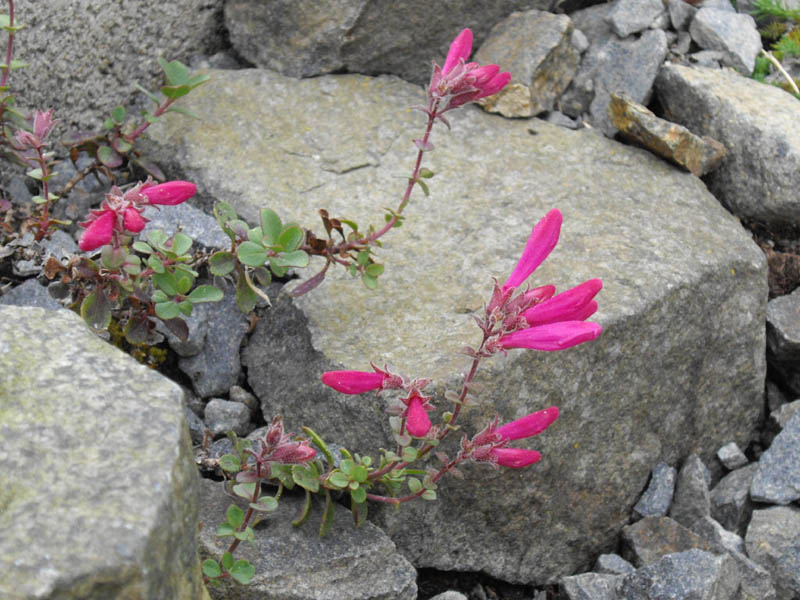
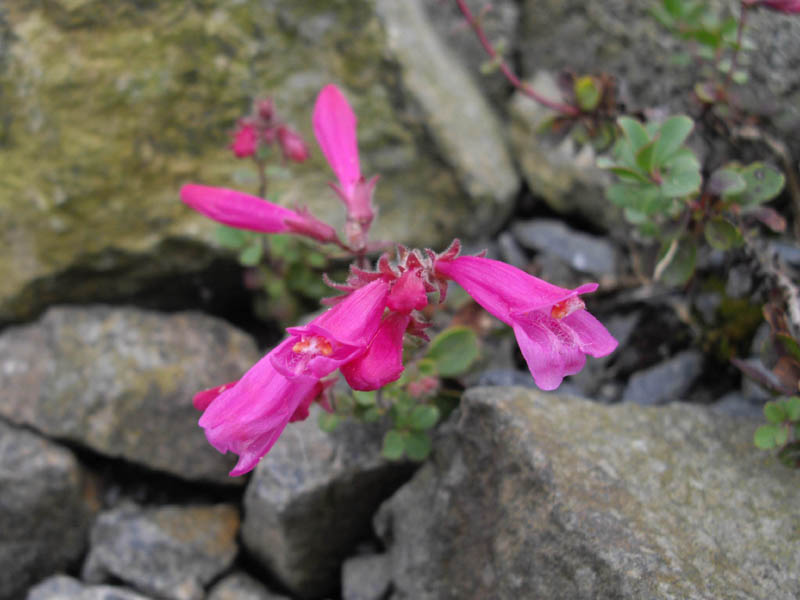
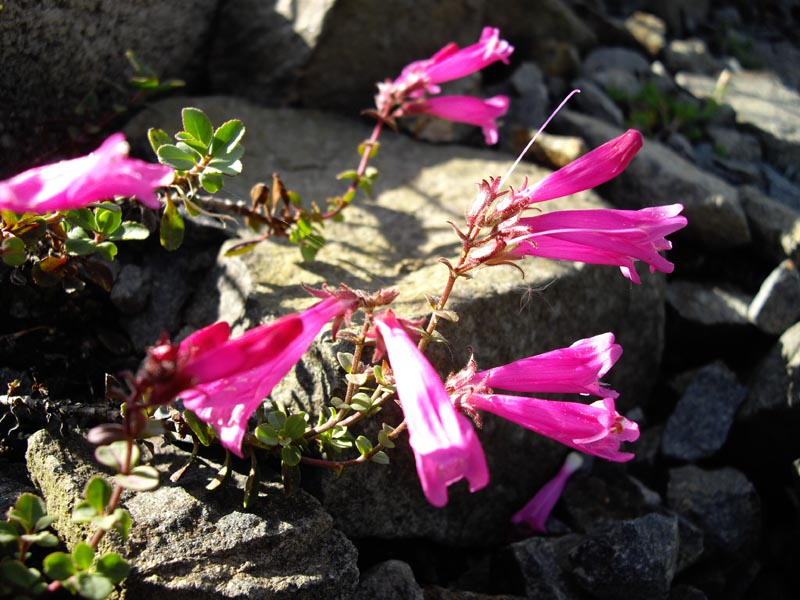